# Фріденс (Пенсільванія)
Фріденс (англ. Friedens) — переписна місцевість (CDP) в США, в окрузі Сомерсет штату Пенсільванія. Населення — 1504 особи (2020).

## Географія
Фріденс розташований за координатами 40°2′42″ пн. ш. 79°0′10″ зх. д. / 40.04500° пн. ш. 79.00278° зх. д. (40.044889, -79.002701).  За даними Бюро перепису населення США в 2010 році переписна місцевість мала площу 8,13 км², уся площа — суходіл.

## Демографія
Згідно з переписом 2010 року, у переписній місцевості мешкали 1523 особи в 604 домогосподарствах у складі 446 родин. Густота населення становила 187 осіб/км².  Було 678 помешкань (83/км²).
Расовий склад населення:
| - 99,6 % — білих - 0,1 % — корінних американців - 0,1 % — азіатів |

До двох чи більше рас належало 0,2 %. Частка іспаномовних становила 0,1 % від усіх жителів.
За віковим діапазоном населення розподілялося таким чином: 23,6 % — особи молодші 18 років, 60,5 % — особи у віці 18—64 років, 15,9 % — особи у віці 65 років та старші. Медіана віку мешканця становила 40,6 року. На 100 осіб жіночої статі у переписній місцевості припадало 99,1 чоловіків;  на 100 жінок у віці від 18 років та старших — 93,8 чоловіків також старших 18 років.
Середній дохід на одне домашнє господарство  становив 67 884 долари США (медіана — 57 721), а середній дохід на одну сім'ю — 74 791 долар (медіана — 54 757). Медіана доходів становила 44 787 доларів для чоловіків та 31 535 доларів для жінок. За межею бідності перебувало 10,6 % осіб, у тому числі 11,8 % дітей у віці до 18 років та 15,4 % осіб у віці 65 років та старших.
Цивільне працевлаштоване населення становило 973 особи. Основні галузі зайнятості: освіта, охорона здоров'я та соціальна допомога — 29,9 %, роздрібна торгівля — 17,6 %, будівництво — 10,3 %, виробництво — 7,2 %.